# Straßenbahn Saint-Étienne
Die Straßenbahn Saint-Étienne (französisch Tramway de Saint-Étienne) ist ein meterspuriges Straßenbahnnetz in der französischen Stadt Saint-Étienne. Die Stadt Saint-Étienne gehört – zusammen mit Lille und Marseille – zu den drei Städten in Frankreich, in denen die Straßenbahn die Stilllegungswelle der Nachkriegszeit (wenn auch stark reduziert) überlebt hat. Ohne Unterbrechung in Betrieb seit 1881, hat Saint-Étienne den ältesten Straßenbahnbetrieb in Frankreich. Mit täglich 70 000 Fahrgästen erbringt die Straßenbahn 49 % der Leistung des Öffentlichen Nahverkehrs in der Region Agglomération Stéphanoise.

## Geschichte

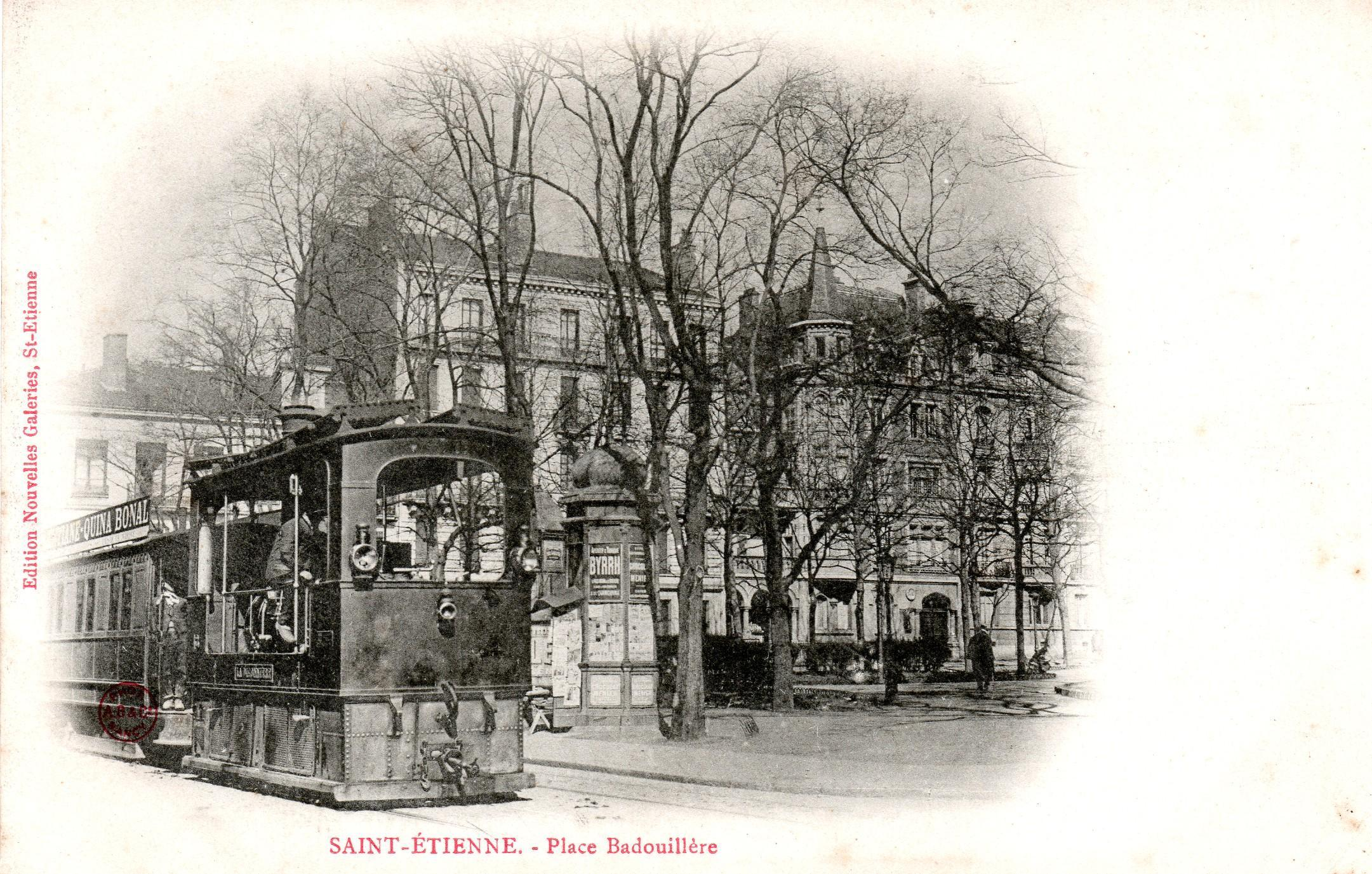
Dampfstraßenbahn auf der Place Badouillère in Saint-Étienne, um 1890

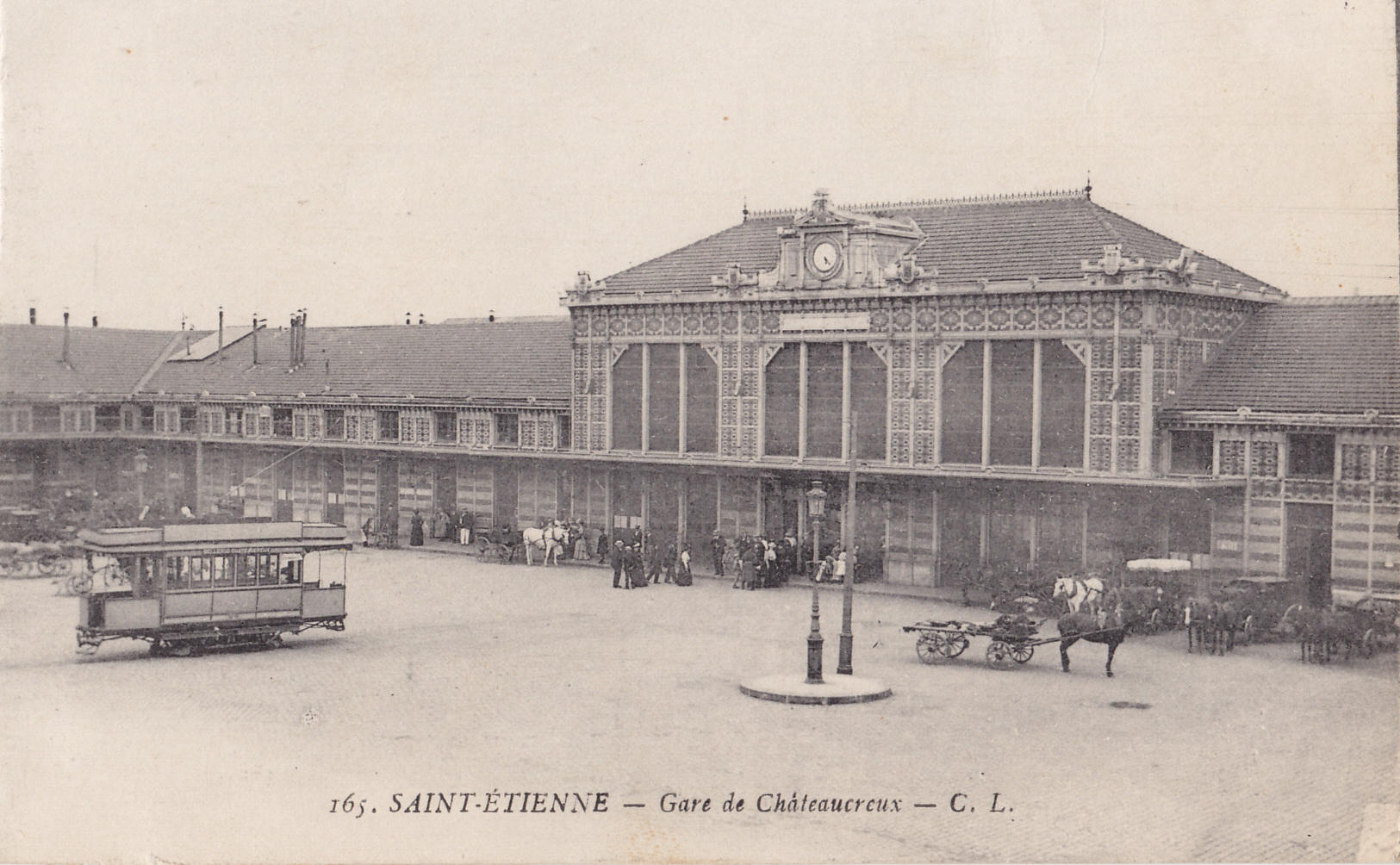
Elektrische Straßenbahn vpr dem Hauptbahnhof Gare de Chateaucreux, vor 1914

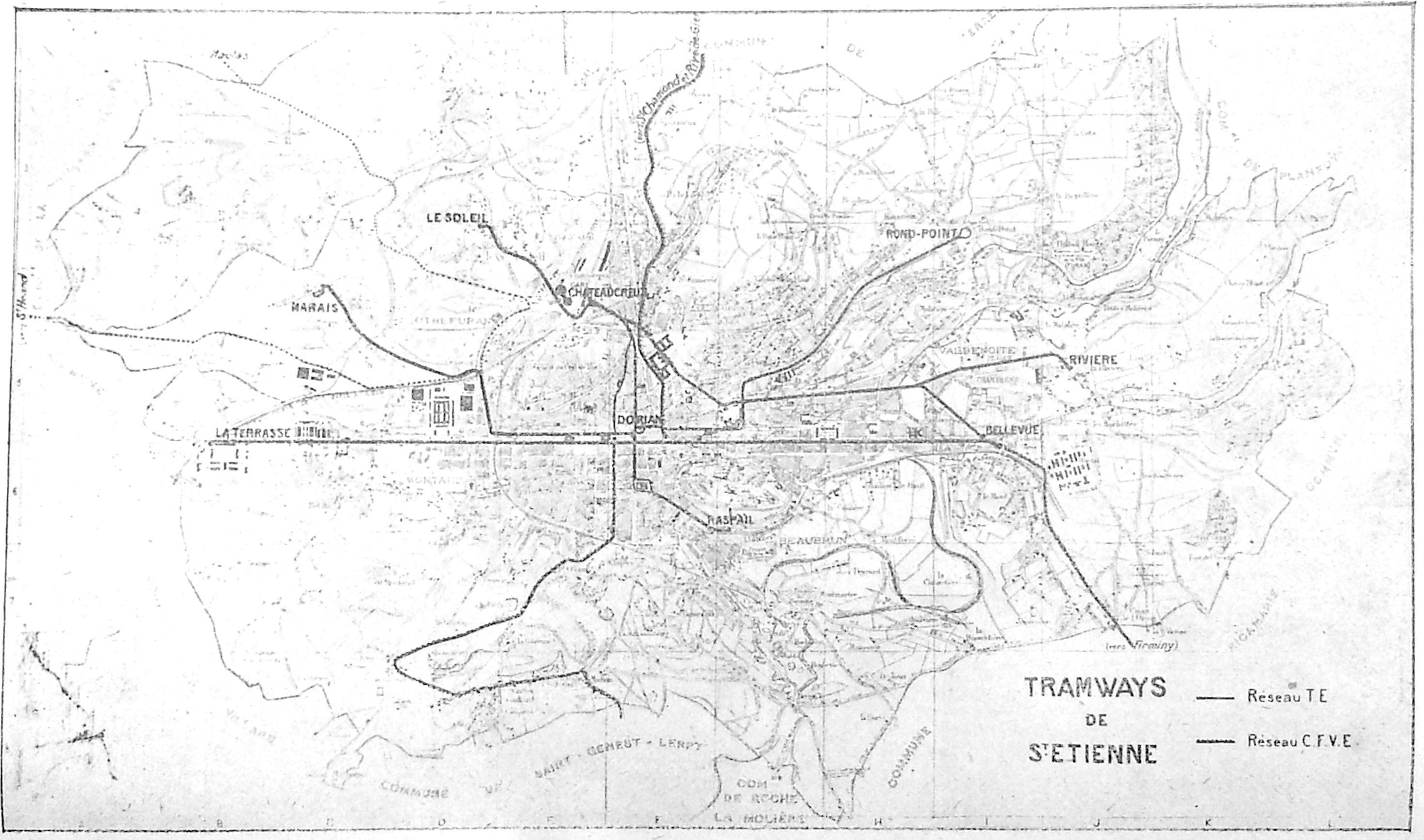
Straßenbahnnetz Saint-Étienne 1928 (Norden ist links)

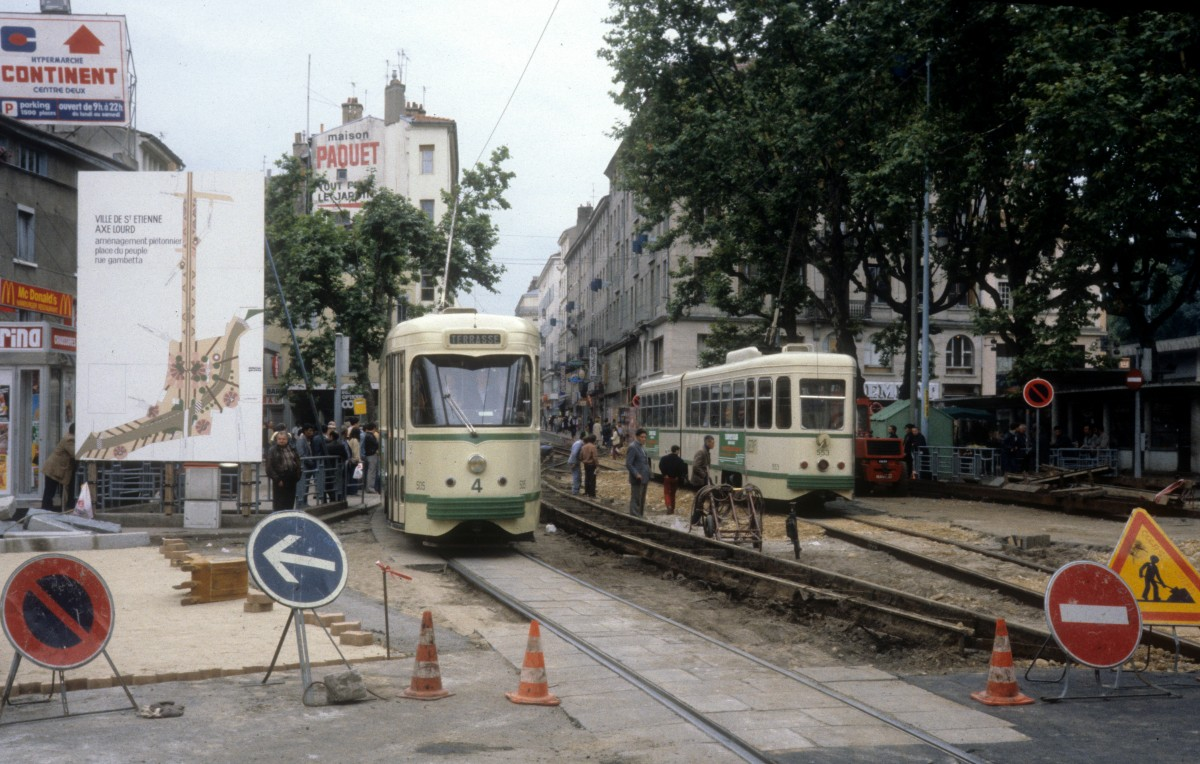
Gleisbaustelle mit vierachsigem (links) und sechsachsigem PCC-Wagen an der Place du Peuple, 1981

Die Anfänge der Straßenbahn gehen auf den 4. Dezember 1881 zurück, als die erste meterspurige Dampfstraßenbahn auf einer Strecke von 5,5 Kilometern zwischen Terrasse und Bellevue eröffnet wurde. Eine weitere Linie ging im Februar 1882, von Bellevue nach Firminy, in Betrieb. Eine 30 km lange Linie von Saint-Etienne nach Rive-de-Gier wurde im November 1882 eröffnet. Daraufhin übernahm die „Compagnie des Chemins de Fer à Voie étroite (CFVE)“ das Netz. Seit dem 17. April 1897 fuhren die ersten elektrischen Straßenbahnen auf den Strecken Bellevue ↔ Bahnhof Chateaucreux und Place Dorian ↔ Rond Point; diese wurden von der „Compagnie des tramways électriques (TE)“ betrieben. Bis 1914 wurden die meisten Dampfstraßenbahnen elektrifiziert; auf dem Netz wurden 26 Millionen Fahrgäste pro Jahr befördert. Im Jahr 1930 umfasste das Straßenbahnnetz eine Linienlänge von 90 Kilometern. Im selben Jahr ging die TE bankrott, der Betrieb wurde durch die CFVE übernommen. Am 15. Juli 1931 wurden die letzten dampfbetrieben Bahnen aufgrund hoher Betriebsverluste stillgelegt. Am 1. April 1932 wurden die ersten elektrischen Straßenbahnlinien stillgelegt und durch Omnibuslinien ersetzt. In den folgenden Jahren wurden alle Überlandstraßenbahnlinien, außer die Linie nach Firminy, auf Busbetrieb umgestellt.
Während des Zweiten Weltkrieges beschloss die Stadt die Abschaffung der Straßenbahn und deren Ersatz durch den Oberleitungsbus. Die erste Linie wurde am 1. Januar 1942 auf Obus-Betrieb umgestellt. Bis 1952 war nur noch die nachfragestärkste Linie 4 (Terrasse–Bellevue) übrig geblieben, da sich wegen des engen Straßenquerschnitts Busse auf dieser Strecke nicht begegnen konnten. Letztendlich ist es den Fahrgästen der Straßenbahn zu verdanken, dass diese wichtige, aber veraltete Linie gerettet wurde. Nach langwieriger Überzeugungsarbeit einer Fahrgastvereinigung, die mit dem Widerstand der Presse, Politik und Autolobby zu kämpfen hatte, gelang es schließlich, den Erwerb neuer Wagen durchzusetzen.
1958 wurden 30 Einrichtungs-Großraumwagen des Typs PCC nach Brüsseler Vorbild angeschafft, denen 1968 fünf PCC-Gelenktriebwagen folgten. Den neuen Wagen folgte eine vollständige Modernisierung der Strecke. Man schuf eigene Trassen und gestaltete die Haltestellen neu. In den 1960er Jahren beförderte die Straßenbahn 22 Millionen Fahrgäste. Am 1. Januar 1980 übernahm die neu gegründete Société de Transports de l’Agglomération Stéphanoise die Betriebsführung des gesamten ÖPNV in der Region und damit auch die Straßenbahn.
Da die Straßenbahn den Hauptbahnhof Châteaucreux nicht mehr erreichte, wurde statt einer neuen Strecke dorthin im Jahr 1980 ein neuer Fernbahnhof an der Straßenbahnhaltestelle Place Carnot eröffnet. Ab dem 28. September 1980 wurden die Züge der Städteverbindung Lyon – Saint Étienne bis Gare de Saint-Étienne Carnot verlängert, wo die Fahrgäste günstige Umsteigeverhältnisse zur Straßenbahnlinie 4 vorfanden. Eine Strecke zum Hauptbahnhof ging erst wieder 2006 in Betrieb.
Am 1. November 1982 wurde der Ein-Mann-Betrieb aufgenommen. Am 17. Februar 1983 wurde mit der Verlängerung der Strecke um 1,5 Kilometer in Richtung Süden die erste Neubaustrecke Frankreichs nach Ende des Zweiten Weltkrieges eingeweiht. Im Norden, wurde die Linie am 8. Dezember 1991, um 2,2 km von Terrasse nach Hôpital-Nord verlängert. Gleichzeitig gingen die neuen Niederflur-Straßenbahnen von Alsthom-Vevey in Betrieb.

## Liniennetz

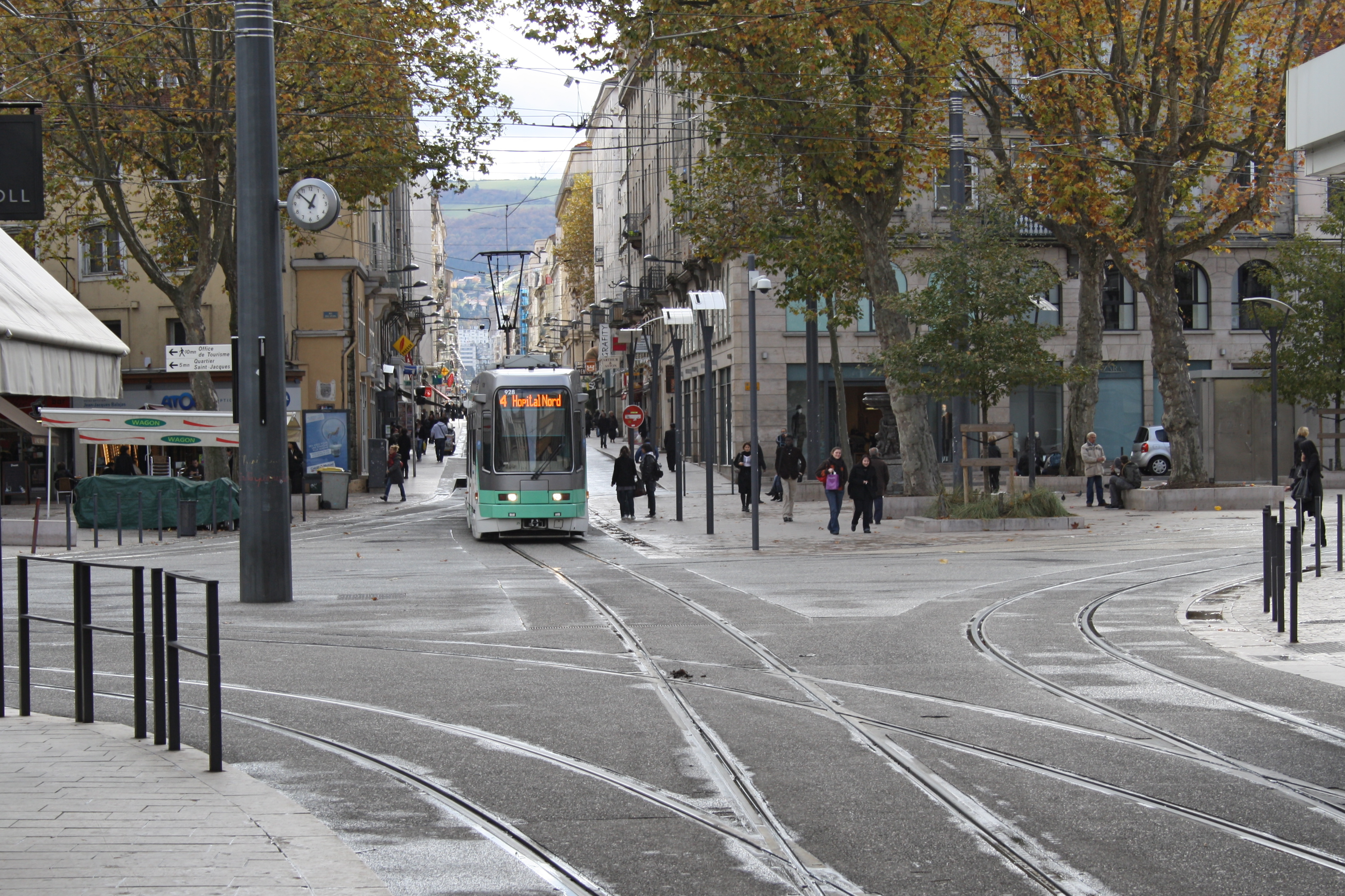
Knotenpunkt Place du Peuple

### Das Liniennetz zwischen 1930 und 2010
Das Straßenbahnnetz erreichte im Jahr 1930 mit 90 km seine maximale Länge. Ab 1932 wurden die ersten Linien mit geringen Fahrgastzahlen auf Obusbetrieb umgestellt. Die Stammstrecke (Linie 4) zwischen den Haltestellen Terrasse und Bellevue blieb als einzige erhalten, weil in diesem Bereich die Straßen zu eng für Busse waren. 1983 wurde die Linie 4 nach Süden bis zur neuen Endstation Solaure verlängert, 1991 dann um 2,5 km nach Norden bis zum Hôpital Nord. Insgesamt liegen jetzt an dieser Strecke 27 Haltestellen.
Im Oktober 2006 wurde die dritte Neubaustrecke von der Place du Peuple zum Hauptbahnhof (Châteaucreux Gare) in Betrieb genommen. Sie umfasst sechs Haltestellen. Seitdem gab es in Saint-Étienne zwei Straßenbahnlinien. Zusätzlich zur bestehenden Linie 4 wurde die Linie 5 in Betrieb genommen, die einen Teil der Strecke der Linie 4 mitbenutzte und in einer zusätzlichen Schleife den Hauptbahnhof anfuhr.

### Das Liniennetz zwischen 2010 und 2019

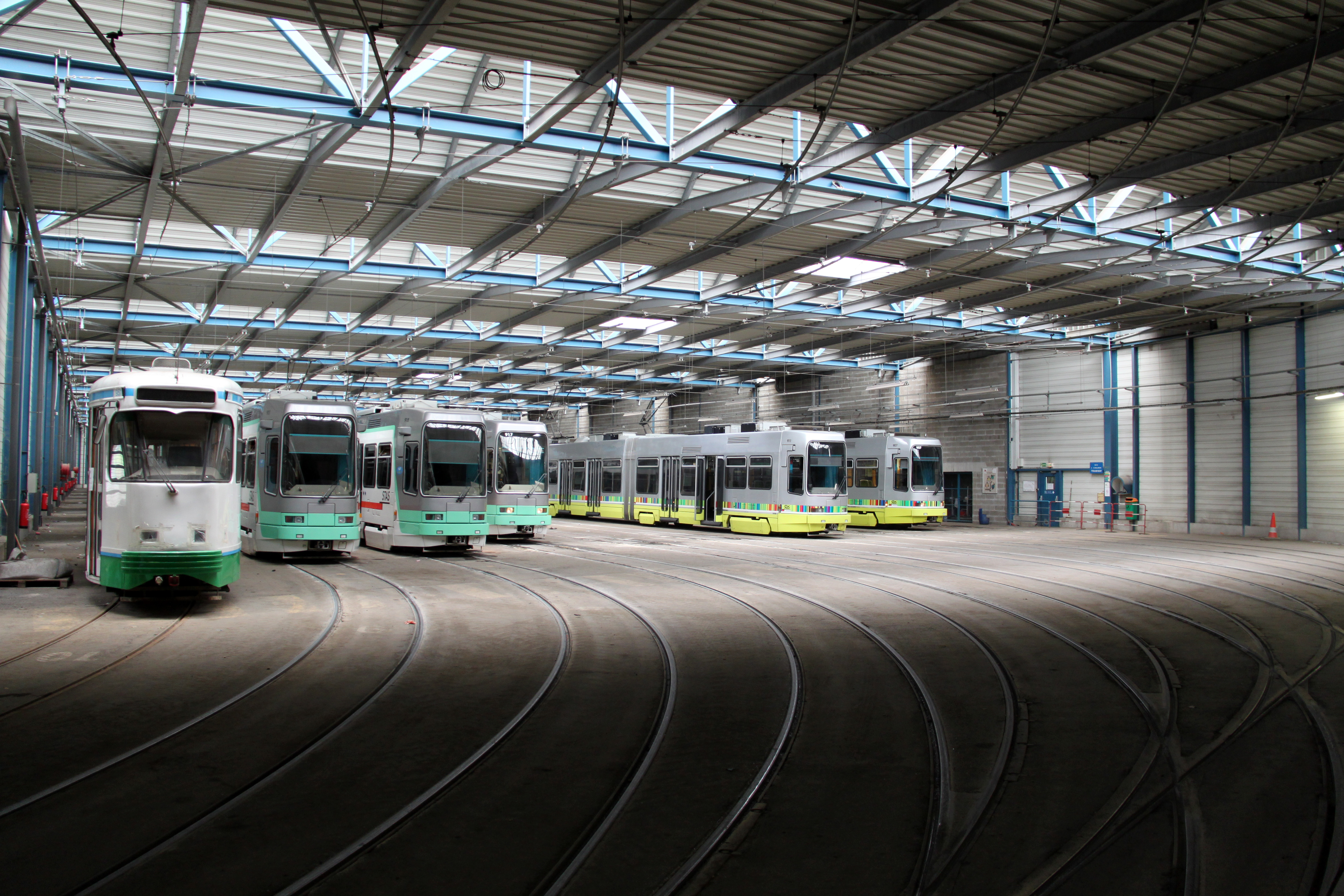
Blick in den Betriebshof Transpôle in Saint-Priest-en-Jarez (2012)

Am 30. August 2010 wurde die Linie 5 mit ihrer Schleifenfahrt zum Hauptbahnhof in zwei Linien aufgetrennt, die jeweils am Hauptbahnhof endeten. Außerdem wurde den Liniennummern der Straßenbahnlinien nach dem Vorbild anderer französischer Städte die Linienkennung T (tramway) vorangestellt. Somit umfasste das Liniennetz folgende Linien:
- Die Linie T1 verkehrte von Hôpital Nord nach Solaure und bediente 27 Haltestellen.
- Die Linie T2 verkehrte von Terrasse nach Châteaucreux Gare und bediente 17 Haltestellen.
- Die Linie T3 verkehrte von Châteaucreux Gare nach Bellevue und bediente 13 Haltestellen.

### Das aktuelle Liniennetz seit dem 16. November 2019
Seit dem 16. November 2019 verbindet eine Verlängerung der Linie T3 die Station Châteaucreux Gare mit der Haltestelle G. Guichard. Sie führt durch das Stadtviertel Quartier du Soleil und das Gewerbegebiet Zone d’Activités du Technopôle und bindet auch das Sportstadion Geoffroy-Guichard an. Am 15. Juli 2019 fanden erstmals Probefahrten auf dem neuen Abschnitt statt.
Seit Fertigstellung der Spange verkehren die Linien wie folgt:
- T1 von Hôpital Nord nach Solaure
- T2 von Cité du Design nach Châteaucreux Gare
- T3 von Hôpital Nord über Châteaucreux Gare nach Bellevue

An der Station Cité du Design entstand ein drittes Gleis zum Wenden der Züge, weshalb auf der Linie T2 seitdem nur Urbos-Zweirichtungswagen von CAF eingesetzt werden können.

## Fahrzeuge

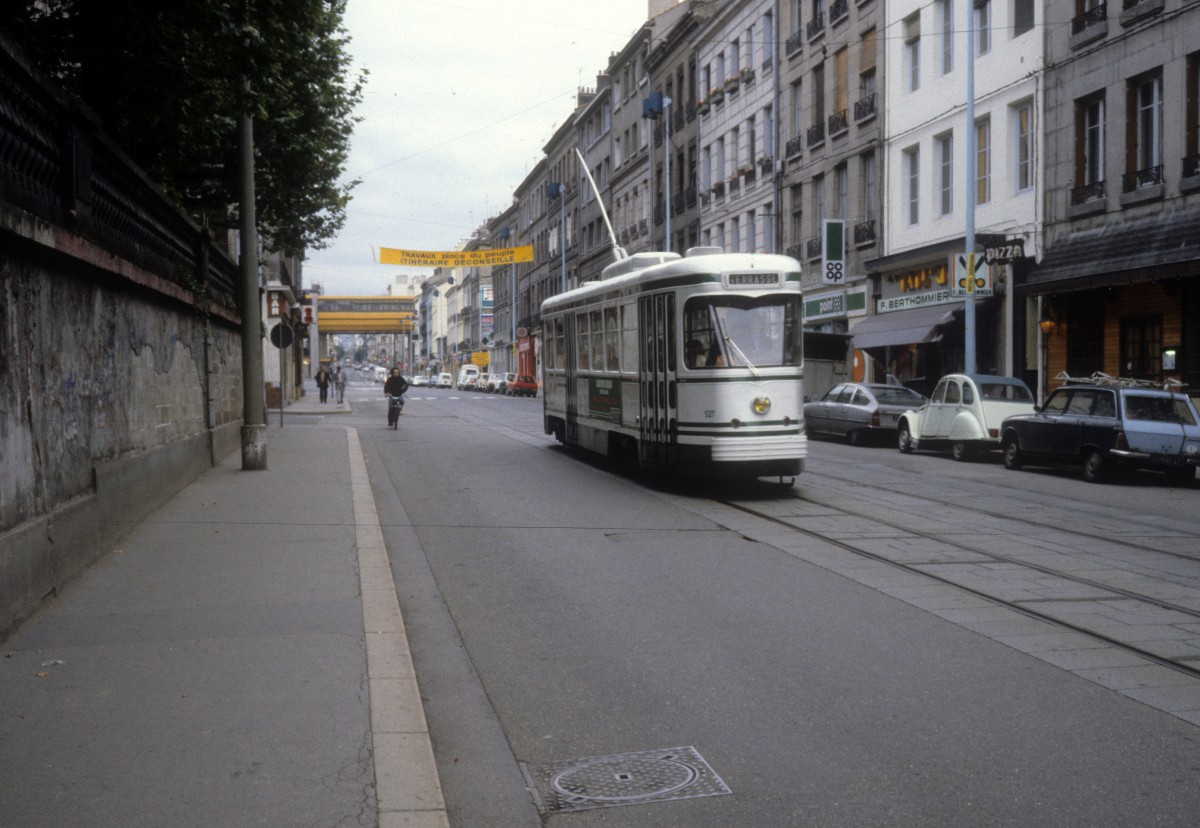
PCC-Vierachser 527 vor der Modernisierung in der Rue Charles de Gaulle, 1981

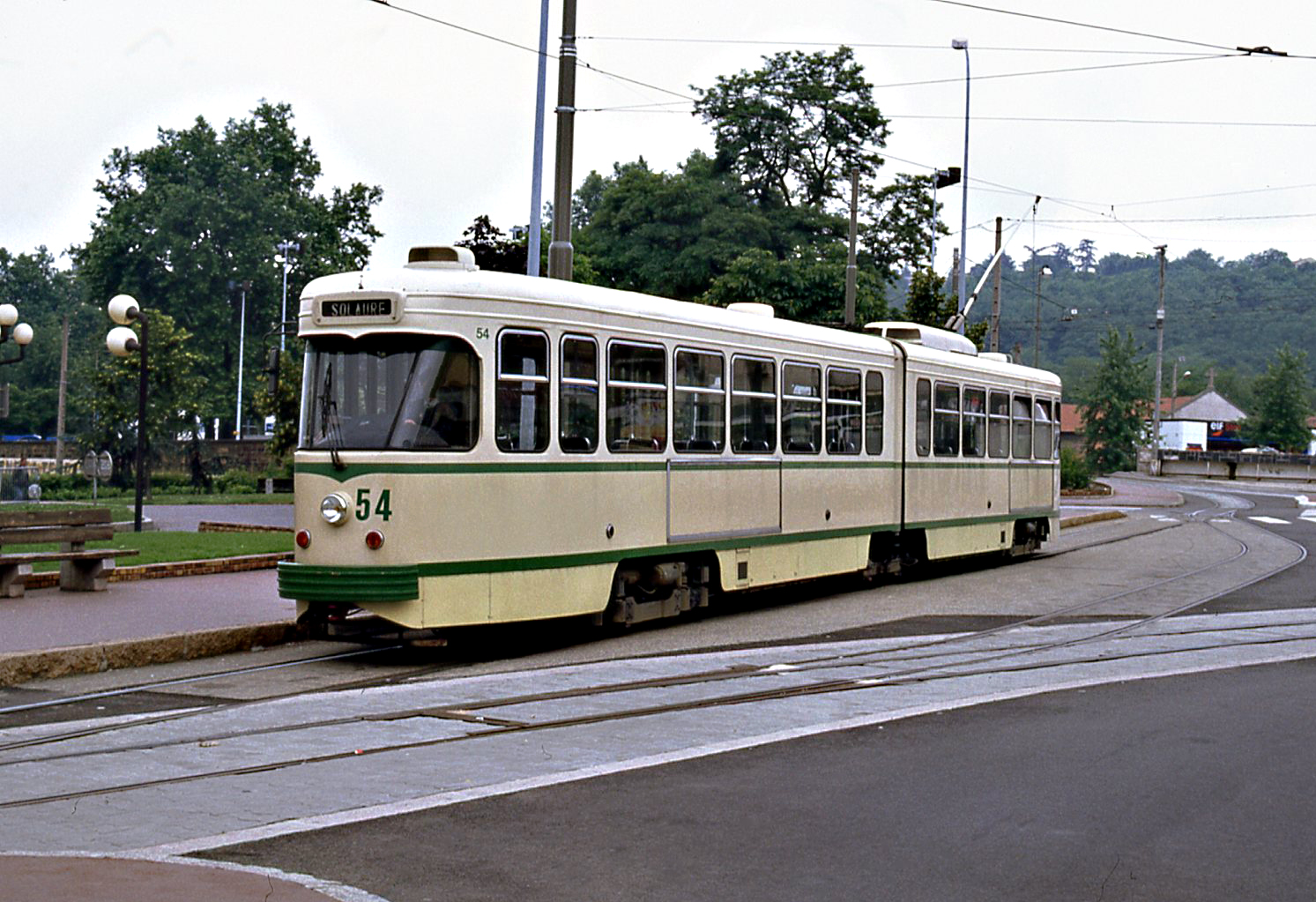
PCC-Gelenktriebwagen 554 in den 1970er Jahren

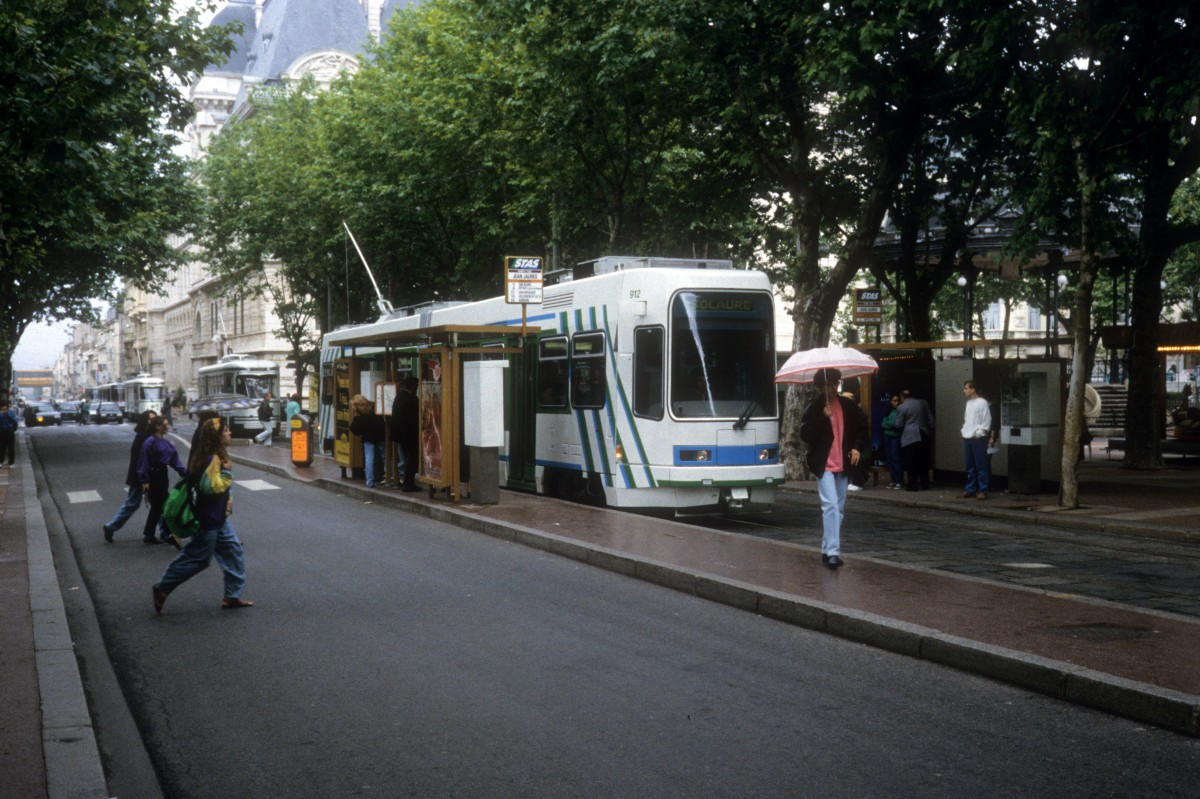
Moderner Zug mit Stangenstromabnehmer an der Haltestelle Jean Jaurès, 1992

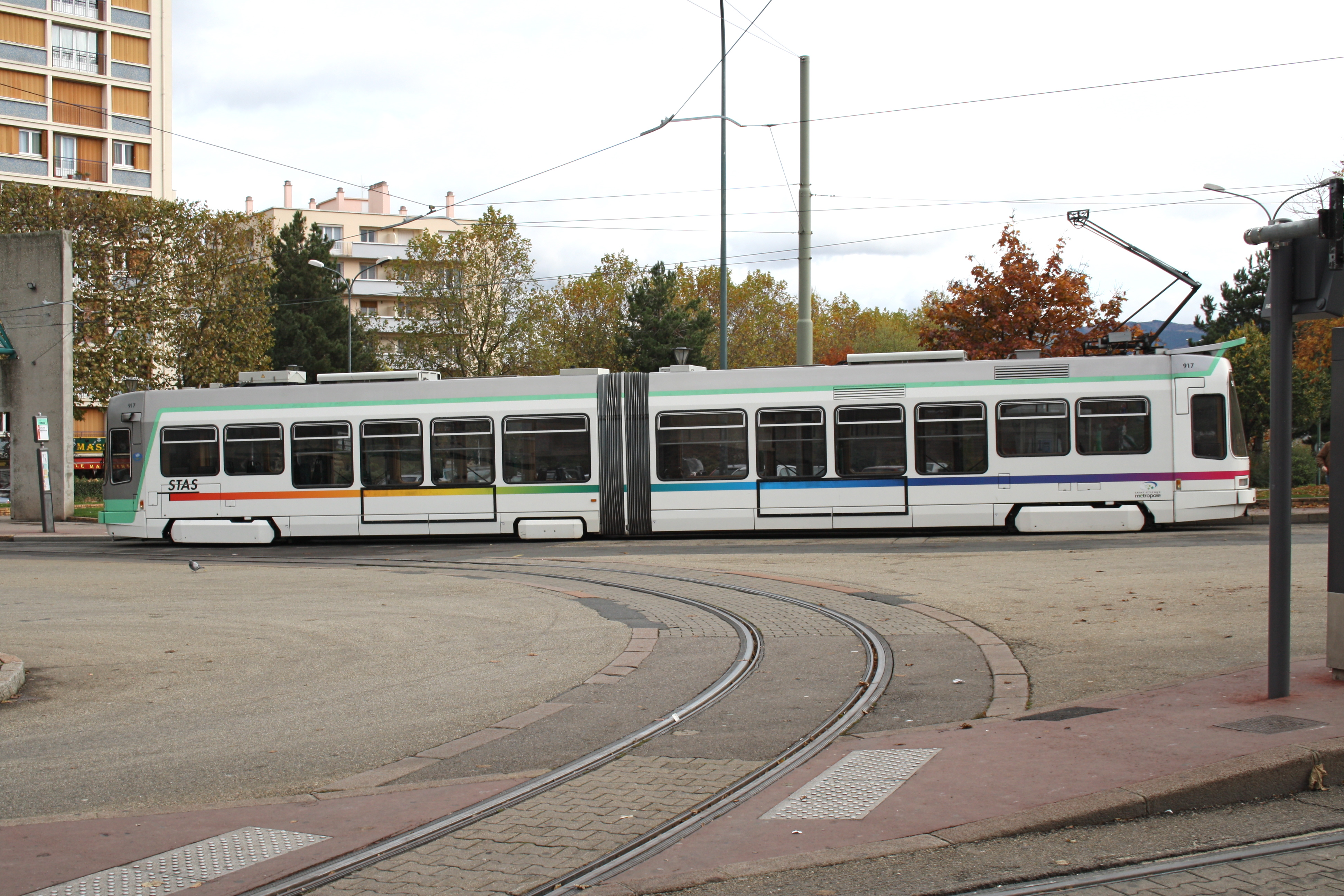
Türlose Seite eines TFS Typ Saint-Étienne

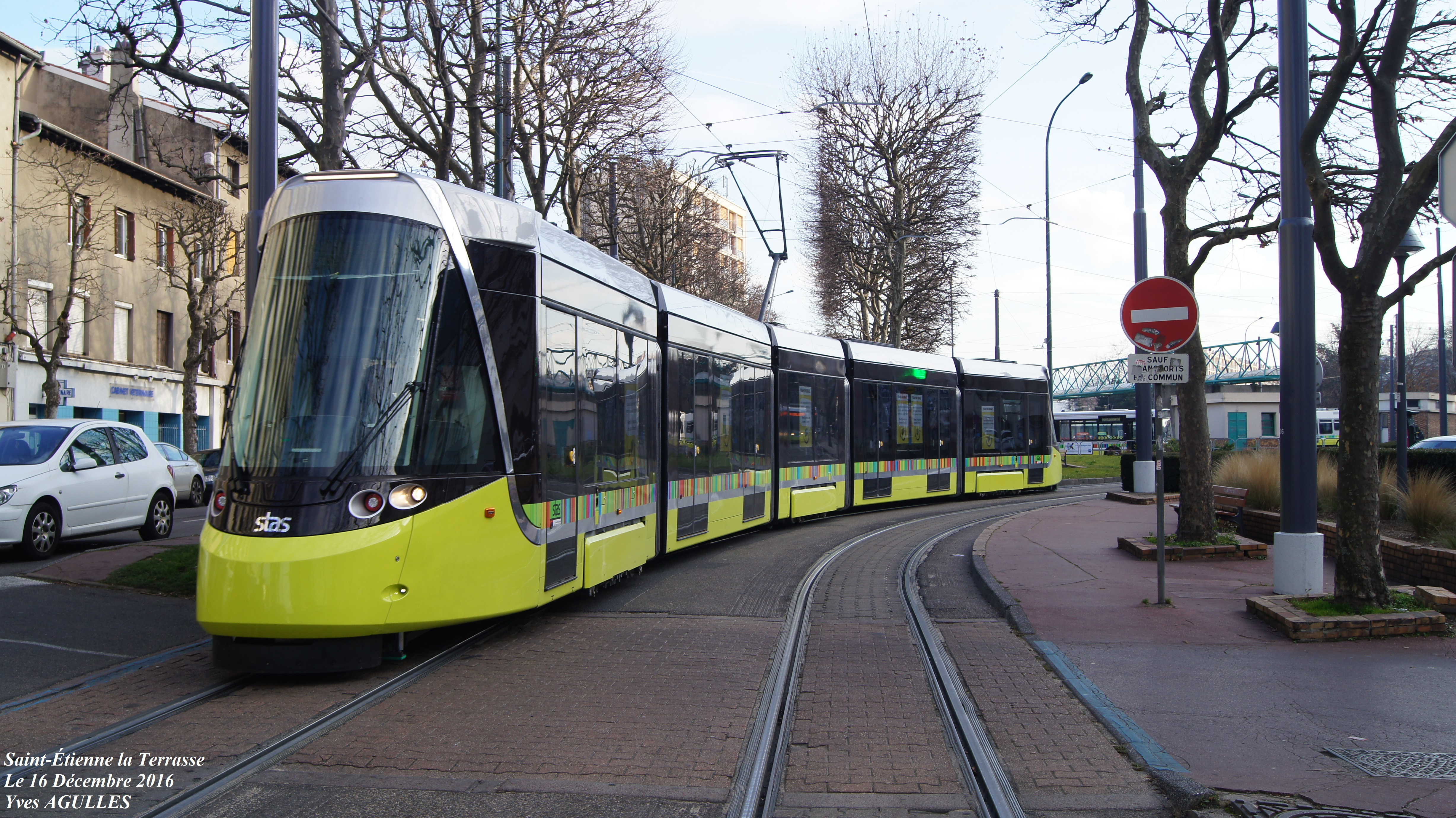
CAF Urbos im Testbetrieb nahe der Haltestelle Terrasse

In den späten 1950er Jahren begann die Straßenbahn Saint-Etienne, ihren Fahrzeugpark zu erneuern. Wie vor allem belgische Betriebe griff man auch dort auf das PCC-Konzept zurück, das Ende der 1920er Jahre in den USA entwickelt worden war. Es beinhaltete gut gefederte vierachsige Triebwagen in selbsttragender Leichtbauweise, die höhere Geschwindigkeiten zuließen, gut beschleunigten und dennoch ein befriedigendes Bremsverhalten zeigten. Äußerlich wichen die europäischen Lizenzbauten aber bald deutlich vom amerikanischen Original ab. 30 solcher Einrichtungs-Fahrzeuge mit nur 2,02 m Wagenkastenbreite und Stangenstromabnehmern entstanden 1958/59 in Lizenz bei den Ateliers de Strasbourg. Sie trugen die Nummern 501 bis 530, wurden 1982 modernisiert und 1998 ausgemustert.
Nachdem La Brugeoise et Nivelles (BN) 1962 erstmals einen sechsachsigen Gelenkwagen in PCC-Bauweise für die Straßenbahn Brüssel vorgestellt hatte, erwarb auch Saint-Etienne 1967/68 fünf derartige Triebwagen (Nummern 551 bis 555). Der Wagen 551 wurde 1982 modernisiert erhielt die neue Nummer 001. Alle PCC-Gelenkwagen wurden 1998 abgestellt, sie sind 2019 aber noch vorhanden.
Neues Wagenmaterial – in Form von Straßenbahnen ähnlich dem Typ TFS (Tramway français standard) – wurde ab dem 30. Juli 1991 angeliefert. Die vom Berner Be 4/8 abgeleiteten Niederflur-Straßenbahnen lösten sukzessive die alten PCC-Wagen ab, welche das Überleben der Straßenbahn in der Stadt gesichert hatten. Unter der Federführung von GEC Alsthom waren die Unternehmen Vevey (Wagenkasten), Duewag (Gelenk, Drehgestelle) und Faiveley (Falttüren) an der Entwicklung und dem Bau der Fahrzeuge beteiligt. Die Niederflurstraßenbahnen sind 23,2 m lang und 2,1 m breit, die Einstiegshöhe liegt bei 36 cm. Analog zu den vorhandenen PCC-Wagen erhielten sie eine Pedalschaltung. Jedes Fahrzeug hat vier Türen und bietet 204 Fahrgästen Platz, davon 43 Sitzplätze.
Die erste Serie wurde 1991 ausgeliefert und umfasste 15 Bahnen, nummeriert von 901 bis 915. Sie wurden ab Dezember 1991 zusammen mit der Verlängerung der Linie 4 von Terrasse bis Hôpital Nord in Betrieb genommen, auf der zuvor bereits die Probefahrten stattgefunden hatten. Da zu diesem Zeitpunkt die alten PCC-Bahnen noch verkehrten, waren die neuen Bahnen mit Stangenstromabnehmern mit Gleitschuh ausgerüstet. Als am 4. Juli 1998 das letzte Fahrzeug vom Typ PCC aus dem Dienst genommen wurde, wurden während der Sommerferien jenes Jahres die Stangenstromabnehmer der Alsthom-Wagen durch Einholmstromabnehmer ersetzt.
1998 wurde die zweite Serie von 20 Bahnen ausgeliefert, die von 916 bis 935 nummeriert wurden. Sie waren von Beginn an mit Einholm-Stromabnehmern ausgestattet und erreichen eine Höchstgeschwindigkeit von 70 km/h. Insgesamt umfasste der Wagenpark der Straßenbahn Saint-Étienne nach Abschluss der zweiten Lieferung 35 Niederflur-Bahnen. Es handelt sich um Einrichtungsfahrzeuge. Die Triebfahrzeuge werden, seit 1993, im Betriebshof „Saint-Priest-en-Jarez“ (in der Nähe der Haltestelle Escale) unterhalten. Zuvor befand sich das Dépôt südlich der Haltestelle Bellevue.
Im September 2013 wurde die Erneuerung von 20 Straßenbahnen ausgeschrieben. Den Zuschlag erhielt das Unternehmen
Société Albigeoise de Fabrication et Réparation Automobile aus Albi.
Eine Bestellung über 16 neue Straßenbahnzüge aus der Produktfamilie Urbos ging 2014 an das spanische Unternehmen CAF. Der erste Zug wurde am 1. Juli 2016 ausgeliefert. Die 5-gliedrigen Züge sind 33 m lang und 2,15 m breit. Es handelt sich um Zweirichtungsfahrzeuge, welche auf jeder Seite sechs Türen, darunter vier Doppeltüren, besitzen. Die Züge sind um neun Meter länger als die bisherigen verwendeten und bieten eine um 30 % größere Kapazität. Die ersten Züge aus dieser Tranche sind seit 6. Mai 2017 im Einsatz.